# Малави (језеро)
Језеро Малави или језеро Њаса је најјужније од Афричких великих језера на језерској висоравни. Дуго је 560 до 580 km, има максималну ширину од 75 km и површину од око 29.600 km². Треће је по величини језеро Африке и девето у свету. Његова отока је Шире која се улива у Замбези, а његова највећа притока је Рухуху.
Земље које излазе на њега су Малави, Танзанија и Мозамбик. У језеру се налазе два насељена острва, Ликома и Чизумулу, који припадају Малавију али су окружени територијалним водама Мозамбика.
Воде језера Малави су дом за највећи број језерских рибљих врста у свету. Нарочито је познато по циклидама. Национални парк језеро Малави је од 1984. на УНЕСКО листи Светске баштине. Језеро Њаса открио је Дејвид Ливингстон 1859. године.

## Географија
Језеро Малави је дугачко између 560 km (350 mi) и 580 km (360 mi), и широко око 75 km (47 mi) на најширој тачки. Језеро има укупну површину од око 29,600 km2 (11,429 sq mi). Језеро је 706 m (2.316 ft) дубоко на најдубљој тачки, налази се у великој депресији у северно-централном делу. Још једна мања депресија на крајњем северу достиже дубину од  Another smaller depression in the far north reaches a depth of 528 m (1.732 ft). Јужна половина језера је плића; мање од 400 m (1.300 ft) у јужно-централном делу и мање од 200 m (660 ft) на крајњем југу. Језеро има обале на западном Мозамбику, источном Малавију и јужној Танзанији. Највећа река која се улива у њу је река Рухуху, а на њеном јужном крају постоји испуст, река Шире, притока која се улива у веома велику реку Замбези у Мозамбику. Испаравање чини више од 80% губитка воде из језера, знатно више од реке Шир која се излива. Изливи из језера Малави у реку Шире су од виталног значаја за привреду, јер водни ресурси низводно подржавају хидроенергију, наводњавање и биодиверзитет. Изражена је забринутост због будућих утицаја климатских промена на језеро Малави услед недавног пада нивоа језера и укупног тренда сушења. Клима у региону језера већ доживљава промене, а предвиђа се пораст температура широм области.
Национални парк језера Малави налази се на јужном крају језера.
- Језеро Малави (1967)
- Плажа Мваја
- Плажа на Кејп Маклеар близу залива Мајмунског залива

## Геолошка историја
Малави је једно од највећих језера у долини рифта и древно језеро. Језеро лежи у долини формираној отварањем Источноафричког расцепа, где се Афричка тектонска плоча дели на два дела. Ово се зове дивергентна граница тектонике плоча. Малави се обично процењује да је стар 1-2 милиона година (mya), али новији докази указују на знатно старије језеро са басеном који је почео да се формира пре око 8,6 милиона година и први пут се појавило стање дубоких вода пре 4,5 милиона година.
Нивои воде су драматично варирали током времена, у распону од скоро 600 m (2.000 ft) испод тренутног нивоа до 10—20 m (33—66 ft) изнад. Током појединих периода, језеро се скоро потпуно исушило, остављајући само једно или два релативно мала, високо алкална и слана језера у тренутно најдубљим деловима Малавија. Хемија воде која личи на тренутне услове појавила се тек пре око 60.000 година. Процењује се да су се главни периоди ниске воде догодили пре око 1,6 до 1,0–0,57 милиона година (где се можда језеро потпуно осушило), пре 420.000 до 250.000–110.000 година, пре око 25.000 година и пре 18.000–10.700. Током врхунца периода ниске воде између 1390. и 1860. године, претпоставља се да је језеро било 120—150 m (390—490 ft) испод тренутног нивоа воде.

## Карактеристике воде
Вода у језеру је алкална (pH 7,7–8,6) и топла са типичном површинском температуром између 24—29 °C (75—84 °F), док су дубоки делови типично око 22 °C (72 °F). Термоклин се налази на дубини од 40—100 m (130—330 ft). Граница кисеоника је на дубини од приближно 250 m (820 ft), што ефективно ограничава рибу и друге аеробне организме на горњи део. Вода је веома бистра за језеро и видљивост може бити до  20 m (66 ft), али нешто мање од половине ове вредности је чешће и испод 3 m (10 ft) у блатњавим увалама. Међутим, током кишне сезоне од јануара до марта, воде су мутније због мутних речних прилива.

## Европско откриће и колонизација
Португалски трговац Кандидо Жозе да Коста Кардозо био је први Европљанин који је посетио језеро 1846. године. Дејвид Ливингстон је стигао до језера 1859. године и назвао га језеро Најаса. Такође га је назвао паром надимака: Језеро звезда и Језеро Олује. Надимак Језеро звезда настао је након што је Ливингстон посматрао светла са лампиона рибара у Малавију на њиховим чамцима, која из даљине подсећају на звезде на небу. Касније, након што је искусио непредвидиве и изузетно насилне олује које су запљуснуле ову област, он га је такође назвао Језером олуја.